# Nohawilliamsia
Nohawilliamsia là một chi thực vật có hoa trong họ, Orchidaceae.